# Majakka (tour)
La tour Majakka est une tour d'habitation construite dans le quartier Kalasatama d'Helsinki en Finlande.

## Description
Majakka est la première des huit tours prévues autour du complexe Redi du centre de Kalasatama, autour de la station de métro Kalasatama.
Les  tours résidentielles de 23 à 35 étages sont Majakka (2019), Loisto (2021), Lumo One (2022), T7 (2023), Luotsi, et Kartta. 
À leur côté sera construite la tour  Horisontti de bureaux et d'hôtels,.
Majakka compte 282 appartements, dont quatre font plus d'une centaine de mètres carrés. 
La population de la tour est d'environ 500 habitants. 
Au début 2020, le prix moyen du mètre carré était de 7 250 €.
Au sommet du bâtiment, il y a des salles de club et de fêtes pour les résidents

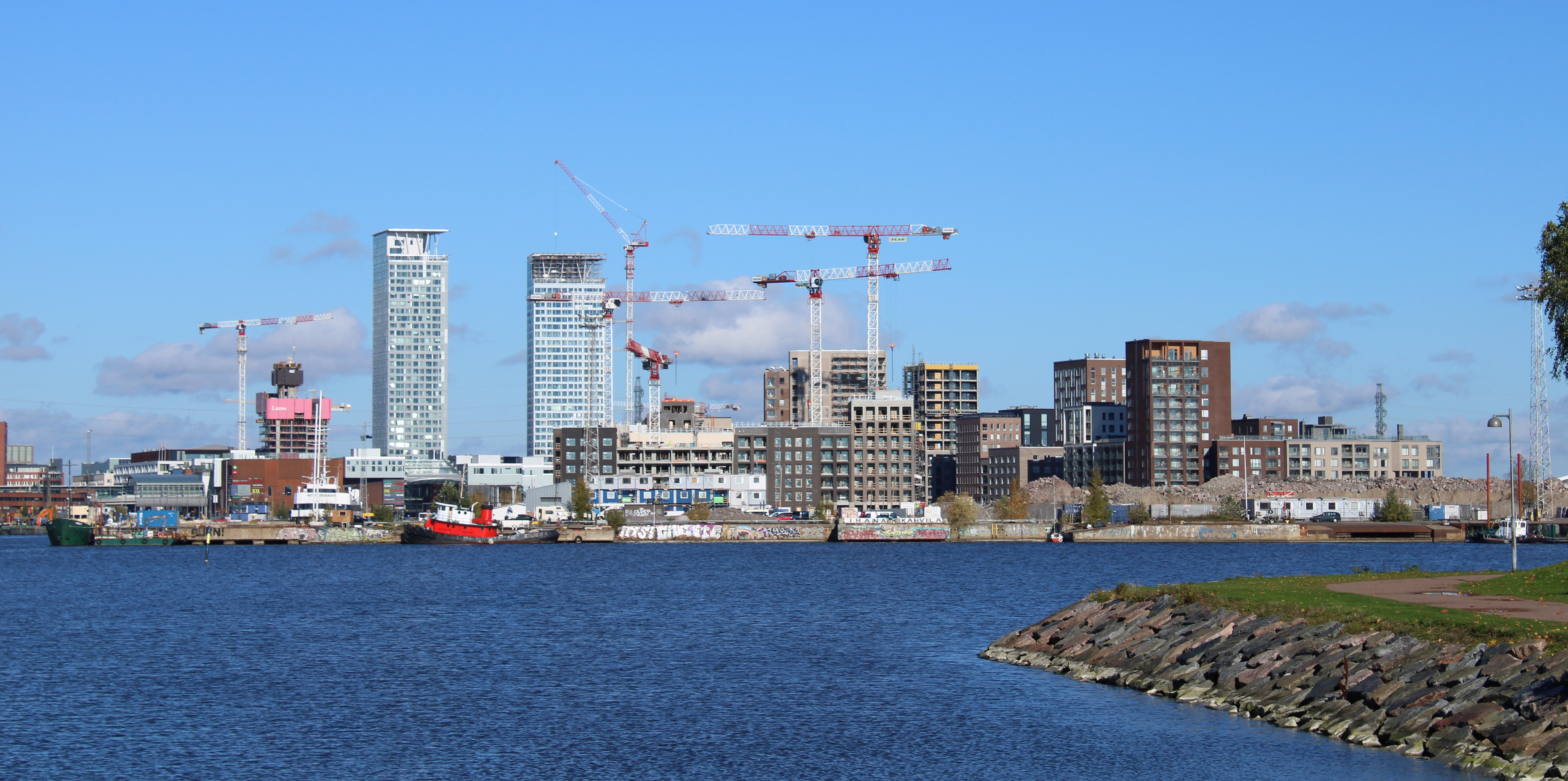
Travaux de construction à Sompasaari et Kalasatama vus de Tervasaari en octobre 2020. La plupart des chantiers de construction au premier plan sont à Sompasaari, l'arrière-plan est à Kalasatama. Les tours sont Majakka (à gauche), et Loisto, qui est encore en construction au moment où la photo a été prise.